# WorldWide Telescope
WorldWide Telescope (WWT) è un software libero e open-source, disponibile anche tramite sito web, originariamente creato da Microsoft Research per illustrare gli oggetti astronomici e tutti i corpi celesti attraverso la navigazione in un universo 3D.

## Descrizione
Ideato nel 2002 come progetto della divisione Microsoft Research e dell'Università Johns Hopkins sulla base di quanto fatto con Terraserver, fu presentato nel febbraio 2008 alla conferenza TED. Nel 2016 fu annunciato che l'American Astronomical Society avrebbe preso in gestione il progetto da lì in avanti.
Il software, disponibile sia in versione installabile su computer che tramite web app, è gratuito e il suo codice sorgente (scritto in C#) è ora ospitato su GitHub sotto licenza MIT.

### Modalità
Vi sono 6 modalità principali di utilizzo:
- Solar System: Esplorare il sistema solare, incentrando la visuale sul Sole o su uno dei corpi celesti principali (i pianeti o le principali lune);
- Earth: Permette di vedere un modello tridimensionale del pianeta Terra (simile ad esempio a Google Earth);
- Planets: Permette di vedere i modelli tridimensionali degli altri pianeti del sistema solare;
- Sky: Permette di osservare tutta la volta stellata con aggiunte immagini ad alta definizione riprese da molti telescopi spaziali e terrestri (simile, ad esempio, a Stellarium); è la principale modalità del software.
- Panoramas: Permette di vedere molti panorami extraterrestri catturati dai rover, oltre che dagli astronauti del programma Apollo sulla Luna;
- Sandbox: Permette all'utente di visualizzare i propri oggetti e modelli tridimensionali (in formato file OBJ o 3DS) in uno spazio vuoto.

### Statistiche
Al 2016 è stato scaricato da milioni di utenti. Il relativo sito web, secondo Similarweb, ha al 2023 decine di migliaia di visite al mese.